# گزاموترول
گزاموترول (انگلیسی: Xamoterol) یک داروی محرک قلب است و با اتصال به گیرنده آدرنرژیک β1 عمل می‌کند. این یک آگونیست نسبی گیرنده β آدرنرژیک نسل سوم است  در حالت استراحت تحریک قلبی را فراهم می‌کند اما در حین ورزش به عنوان یک مسدودکننده عمل می‌کند.